# Kiss Béla (gyógyszerész)
Kiss Béla (Sárvár, 1813. április 23. (keresztelés) – Alsólendva, 1885. október 7.) okleveles gyógyszerész Alsó-Lendván.

## Élete
Kiss Gábor és Teklits Anna fiaként született. Vas vármegyei származású. Ő alapította meg Lendván az első muravidéki gyógyszertárat, a "Szentháromság Patikát" 1835-ben. A patikát 1885-ben eladta Fúss Frigyes Nándor gyógyszerész-mesternek. Az első alsólendvai olvasóegylet 1871-ben alakult meg Polgári olvasó-egylet néven, elnöke Kiss Béla
gyógyszerész volt. Meghalt 1885. október 7-én délután 5 órakor Alsólendván, életének 73. évében, szívszélhűdésben (a halotti anyakönyv szerint agyvérömleny következtében). Neje Faisztl Vilma volt, akivel 1849. február 15-én Alsólendván kötött házasságot, s akitől öt lánya született, akik közül csak ketten élték meg a felnőttkort. Kornélia Isoó Ferenc zalaegerszegi ügyvéd neje, Gizella pedig Lenck Ödön vadászbérlő neje lett.

## Munkája
- Gyógyszeres értekezés az eczet égényről (aether aceticus) és a levált kénről (sulphur praecipitatum). Pest, 1834.